# University of Tennessee

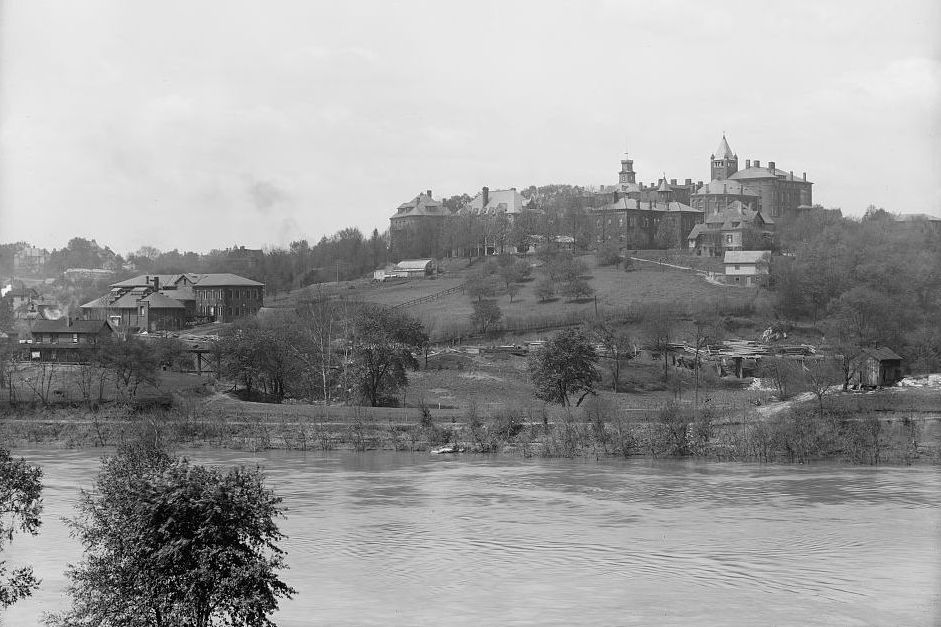
Univerzita na snímku z roku 1903

University of Tennessee (také krátce UT, Knoxville či UTK) je státní univerzita v Knoxville v americkém státě Tennessee. Studuje zde přes 27 000 studentů a škola tak patří k nejdůležitějšímu středisku University of Tennessee System. K této vysoké škole patří také University of Tennessee Health Science Center v Memphisu a University of Tennessee Space Institute v Tullahomě.

## Historie
University of Tennessee byla založena 10. září 1794 pod názvem Blount College. Svůj současný název dostala v roce 1879. Od roku 1893 začala tato univerzita přijímat ke studiu ženy a v roce 1952 i Afroameričany.

## Sport
Sportovní týmy UTK se nazývají Volunteers.

## Významné osobnosti
- Charles Brady - americký kosmonaut
- James Buchanan - nositel Nobelovy ceny za ekonomii, 1986
- Justin Gatlin - americký sprinter, olympijský vítěz
- Henry Hartsfield - americký kosmonaut
- Walter M. Miller - spisovatel sci-fi románů
- Margaret Seddonová - americká lékařka a kosmonautka